# Aporfina

La Aporfina es un compuesto orgánico, del tipo de los alcaloides dibenzoquinolínicos. Muchos análogos, tales como la (S)-corituberina, (S)-isoboldina, la hernandialina, la apomorfina y la estefanina han sido extraídos de diversas especies de plantas.
Un análogo frecuentemente citado es la apomorfina, la cual es utilizada para el tratamiento de la enfermedad de Parkinson, así como disfunción eréctil.

## Lecturas complemetarias
- "Medicinal Natural Products: A Biosynthetic Approach", Paul M. Dewick,Third Edition,John Wiley and Sons.

- Datos: Q4780565
- Multimedia: Aporphin / Q4780565